# Ptycholaemus maculipes
Ptycholaemus maculipes là một loài bọ cánh cứng trong họ Cerambycidae.